# 洛阳赵志斐事件
赵志斐事件是指2011年9月，河南省洛阳市负责信访的部门殴打“进京上访”人员的事件。

## 历史
2011年9月15日，伊川县人口和计划生育委员会行政执法大队工作人员赵志斐（男）独自到北京旅游，被洛阳市洛龙区信访当局委派人员误作“进京上访”人员强行遣返洛阳。9月16日下午，赵志斐被家人发现弃于洛龙区英才路，处于昏迷状态。经医院鉴定，赵志斐因殴打致闭合性颅脑损伤、闭合性腹部损伤、全身多发性软组织损伤。

## 反响
人民网指出，暴力截访践踏的不仅仅是法治底线，任其肆虐妄为，最终只能埋下巨大的社会隐患和信任危机。

## 链接
- 西部文明网 （页面存档备份，存于）
- 凤凰网